# Andreas Andersson (ur. 1974)
Claes Andreas Andersson (ur. 10 kwietnia 1974 w Sztokholmie) – piłkarz szwedzki grający na pozycji napastnika.

## Kariera klubowa
Piłkarską karierę Andersson rozpoczął w małym klubie Hova IF. Już w 1979 roku rozpoczął treningi, a w 1991 roku zadebiutował w pierwszej drużynie. W 1993 roku zdobył 29 goli w niższej lidze, co spowodowało, że przeszedł do trzecioligowego Tidaholms GoIF. Tam występował przez pół roku i w połowie 1994 trafił do pierwszej ligi do drużyny Degerfors IF. Tam występował przez półtora roku, a w 1995 zdobył 13 bramek. Ten wyczyn zaowocował transferem do najbardziej utytułowanego klubu w kraju, IFK Göteborg. W 1996 roku wywalczył z nim tytuł mistrza Szwecji, a także z 19 golami został królem strzelców ligi. W IFK występował jeszcze przez pierwszą połowę 1997 roku – zdobył 13 goli w 13 meczach i przyczynił się do wywalczenia wicemistrzostwa kraju.
Latem 1997 Andersson przeszedł do włoskiego A.C. Milan. W Milanie był drugim Szwedem obok Jespera Blomqvista. W Milanie był jednak rezerwowym i zaliczył 13 spotkań. Zdobył jedną bramkę – w październikowym meczu z Empoli FC, w 68. minucie zapewniając „rosso-nerim” zwycięstwo 1:0. Po pół roku, czyli na początku 1998, wyjechał do Anglii. Newcastle United zapłacił za niego 3 miliony funtów. W Premiership Szwed swój pierwszy mecz zaliczył 1 lutego, a „Sroki” pokonały 1:0 Aston Villę. W Newcastle grał przez rok i zdobył 4 gole w 37 meczach. Był rezerwowym dla Alana Shearera czy Temuriego Kecbai.
W 1999 roku Andreas wrócił do ojczyzny. Podpisał kontrakt z AIK Fotboll. Kosztował 2 miliony funtów. Wywalczył wicemistrzostwo Szwecji, jednak w pierwszych dwóch sezonach głównie leczył kontuzję. Do formy wrócił w 2001 roku, gdy zaczął grać w pierwszym składzie. Doszedł do finału Pucharu Szwecji, a w 2002 roku powtórzył to osiągnięcie. W 2003 roku odniósł kontuzję, która wyeliminowała go z gry na rok. AIK przeżył międzyczasie spadek do drugiej ligi i rok 2005 Andersson spędził grając na drugim froncie. Po sezonie zakończył piłkarską karierę.
| Sezon     | Klub             | Kraj    | Rozgrywki   | Mecze | Bramki |
| --------- | ---------------- | ------- | ----------- | ----- | ------ |
| 1994      | Tidaholms GoIF   | Szwecja | 3. liga     | 9     | 6      |
| 1994      | Degerfors IF     | Szwecja | Allsvenskan | 14    | 3      |
| 1995      | Degerfors IF     | Szwecja | Allsvenskan | 26    | 13     |
| 1996      | IFK Göteborg     | Szwecja | Allsvenskan | 26    | 19     |
| 1997      | IFK Göteborg     | Szwecja | Allsvenskan | 13    | 13     |
| 1997/1998 | A.C. Milan       | Włochy  | Serie A     | 13    | 1      |
| 1997/1998 | Newcastle United | Anglia  | Premiership | 12    | 2      |
| 1998/1999 | Newcastle United | Anglia  | Premiership | 15    | 2      |
| 1999      | AIK Fotboll      | Szwecja | Allsvenskan | 8     | 2      |
| 2000      | AIK Fotboll      | Szwecja | Allsvenskan | 4     | 0      |
| 2001      | AIK Fotboll      | Szwecja | Allsvenskan | 26    | 9      |
| 2002      | AIK Fotboll      | Szwecja | Allsvenskan | 25    | 8      |
| 2003      | AIK Fotboll      | Szwecja | Allsvenskan | 13    | 4      |
| 2004      | AIK Fotboll      | Szwecja | Allsvenskan | 0     | 0      |
| 2005      | AIK Fotboll      | Szwecja | Superettan  | 6     | 2      |

## Kariera reprezentacyjna
W reprezentacji Szwecji Andersson zadebiutował 25 lutego 1996 roku w wygranym 2:0 towarzyskim meczu z Australią. W 2002 roku znalazł się w kadrze powołanej przez duet Lagerbäck – Söderberg na Mistrzostwa Świata 2002, na których był zagrał w trzech spotkaniach: wygranym 2:1 z Nigerią, zremisowanym 1:1 z Argentyną oraz przegranym w 1/8 finału z Senegalem. Karierę reprezentacyjną zakończył w 2003 roku. W kadrze narodowej „Trzech Koron” zagrał 42 razy i strzelił 8 bramek.